# Báo cáo đánh giá thứ sáu IPCC

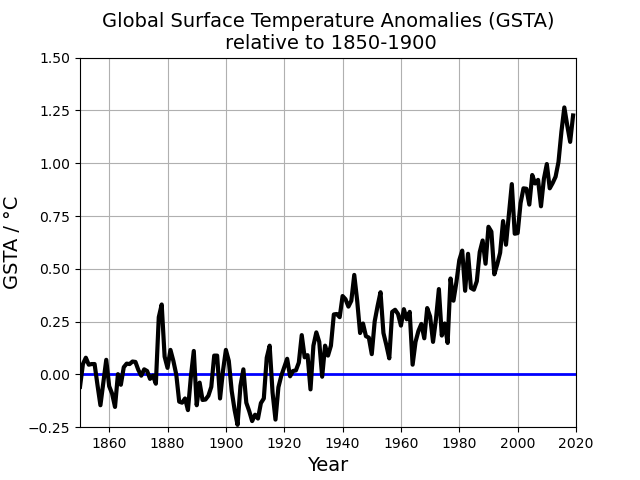
Sự thay đổi của nhiệt độ trung bình toàn cầu quan sát được so với mức trung bình năm 1850–1900, như được báo cáo trong Tóm tắt cho các nhà hoạch định chính sách

Báo cáo thứ sáu  (AR6) của Ủy ban liên chính phủ về biến đổi khí hậu (IPCC) Liên Hiệp Quốc là báo cáo thứ sáu trong một loạt các báo cáo nhằm đánh giá thông tin khoa học, kỹ thuật và kinh tế xã hội liên quan đến biến đổi khí hậu. Tổng cộng 234 nhà khoa học đã đóng góp vào báo cáo cuối cùng. Nhóm công tác 1 đã xuất bản Cơ sở Khoa học Vật lý về Biến đổi Khí hậu vào ngày 9 tháng 8 năm 2021. 234 tác giả của báo cáo đã biên soạn dựa trên hơn 14.000 bài báo khoa học để tạo ra một báo cáo 3.949 trang, sau đó đã được 195 chính phủ phê duyệt. Bản tóm tắt dành cho các nhà hoạch định chính sách đã được các nhà khoa học soạn thảo và được các chính phủ nhất trí theo từng dòng trong năm ngày tính đến ngày 6 tháng 8 năm 2021.
Theo báo cáo, chỉ có thể tránh nóng lên 1,5 độ hoặc 2 độ nếu chúng ta cắt giảm đáng kể phát thải khí nhà kính. Trong một câu chuyện trên trang nhất, The Guardian đã mô tả báo cáo là "cảnh báo rõ ràng nhất từ trước đến nay" về "những thay đổi khí hậu lớn không thể tránh khỏi và không thể đảo ngược", một chủ đề được nhiều tờ báo trên thế giới nhắc đến.